# Galeus eastmani
Galeus eastmani är en art av haj som först beskrevs av David Starr Jordan och John Otterbein Snyder 1904. Tillsammans med övriga arter i släktet Galeus ingår den i familjen rödhajar. Internationella naturvårdsunionen (IUCN) kategoriserar arten globalt som livskraftig. Inga underarter finns listade i Catalogue of Life.